# Jean-François Laurenceau
Pour les articles homonymes, voir Laurenceau.
Jean-François Laurenceau est un homme politique français né le 5 mai 1752 à Pons (Charente-Maritime) et mort le 11 mai 1833 au même lieu.

## Biographie
Fils d'un notaire, avocat, il est sénéchal de la seigneurie de Pons avant la Révolution. Il est administrateur du département en 1790. Il est élu député de la Charente-Inférieure au Conseil des Cinq-Cents le 23 vendémiaire an IV et en sort en l'an VII. Il est nommé conseiller général de 1800 à 1814 et de 1816 à 1832. Il est également juge de paix.

## Sources
- « Jean-François Laurenceau », dans Adolphe Robert et Gaston Cougny, Dictionnaire des parlementaires français, Edgar Bourloton, 1889-1891 [détail de l’édition]